# جسر جنق قلعة 1915
جسر جنق قلعة 1915 (يُكتب أيضًا جسر جناق قلعة) أو جسر چنق قلعة، (بالتركية: Çanakkale 1915 Köprüsü)‏ هو جسر مُعلَّق مُخصَّص للمركبات، يقطع بحر مرمرة بين بلدتيّ ليبسكي وكليبولي في محافظة جنق قلعة شمال غرب تركيا. أصبح عند افتتاحه سنة 2022 أطول الجسور المُعلَّقة في العالم، مُتفوقًا على جسر أكاشي كايكو في طوكيو باثنين وثلاثين مترًا، كما أصبح أول الجسور التي تربط قارتيّ آسيا بأوروبا خارج إسطنبول، وجزءًا مهمًا من مشروع الطريق السيّار المار بالمنطقة، الذي يربط الطريقين السريعين O-3 وO-7 في تراقيا الشرقية بالطريق السريع O-5 في الأناضول. كما كان أول جسر دائم على مضيق الدردنيل.
بلغت قيمة الميزانيّة المرصودة لبناء المشروع 2,76 مليار دولار، وقُدِّرت قيمة رسوم عبور الجسر بخمسة عشر يورو بالإضافة إلى ضريبة على القيمة المضافة حين إنشائه. افتتح رئيس الجمهورية التركية رجب طيب أردوغان هذا الجسر يوم 18 آذار (مارس) 2022.

## التصميم
تولَّى تكتّل تيكفين الهندسي التركي بتصميم الجسر، ونفَّذته مجموعة تضم الشركتين الكوريّتين الجنوبيّتين إس كاي وداليم والشركتين التركيّتين ليماك ويابي مركيز، وبوشرت أعمال البناء في 18 آذار (مارس) 2017. وجرت مراسم إطلاق الأشغال بحضور الرئيس التركي رجب طيب أردوغان في الجانب الآسيوي ورئيس الوزراء بن علي يلدرم من الجانب الأوروبي. وحضر كذلك وزير النقل والبنى التحتيّة الكوري الجنوبي هو-إن كانغ.
أصبح الجسر عند اكتماله عام 2022 أطول الجسور المُعلَّقة في العالم حسب طول البحر (أطول قطعة بين الركائز) البالغ 2,023 مترًا، وبلغ طوله الإجمالي 3,563 م (11,690 قدم)، ويبلغ مع الممر المؤدي إليه 4,608 م (15,118 قدم)، وبذلك يتجاوز الطول الإجمالي لجسر عثمان غازي بمقدار 527 م (1,729 قدم)، يبلغ ارتفاع برجي الجسر 318 م (1,043 قدم)، مما يجعله ثاني أطول جسر من حيث الارتفاع في تركيا، بعد جسر السلطان سليم الأول، وثالث أطول مبنى في البلاد. وعلى الصعيد الدولي، يُعد الجسر سادس أطول جسر في العالم، متجاوزًا جسر Sutong في الصين. ويصل سطح الجسر لارتفاع 72.8 م (239 قدم)، ويبلغ عرضه 45.06 م (147.8 قدم)، ويبلغ أقصى سُمك له قرابة 3.5 م (11 قدم)، ويحمل الجسر طريقًا بستّة مسارب هو طريق قنالي-بالق أسير، وهو طريق سيّار واصل بين ولاية تكيرطاغ وولاية جنق قلعة وولاية بالق أسير، إضافة إلى ممرين على كل جانب للصيانة.

## تاريخ الإنشاء
بدأ العمل في الجسر في 18 مارس 2017، وفي 16 مايو 2020، انتهى إنشاء البرج الثاني على جانب جاليبولي (على الساحل الأوروبي). وبحلول 13 نوفمبر 2021، انتهى إنشاء جميع مجموعات الكتل في الجسر. وجرى افتتاح الجسر في 18 مارس 2022.

## الرمزية تاريخية
ترتبط بعض الأرقام في الجسر برموز تاريخية تركية. فالرقم 1915 في الاسم، وارتفاع نقطة تقاطع الكابل الرئيسي (318 م)، وتاريخ الافتتاح (18 مارس) كلها أرقام مرتبطة بالنصر البحري التركي في 18 مارس 1915 أثناء العمليات البحرية في حملة جاليبولي. وكذلك يشير طول الامتداد الرئيسي للجسر، (2023 مترًا)، إلى الذكرى المئوية للجمهورية التركية في عام 2023.

## معرض صور

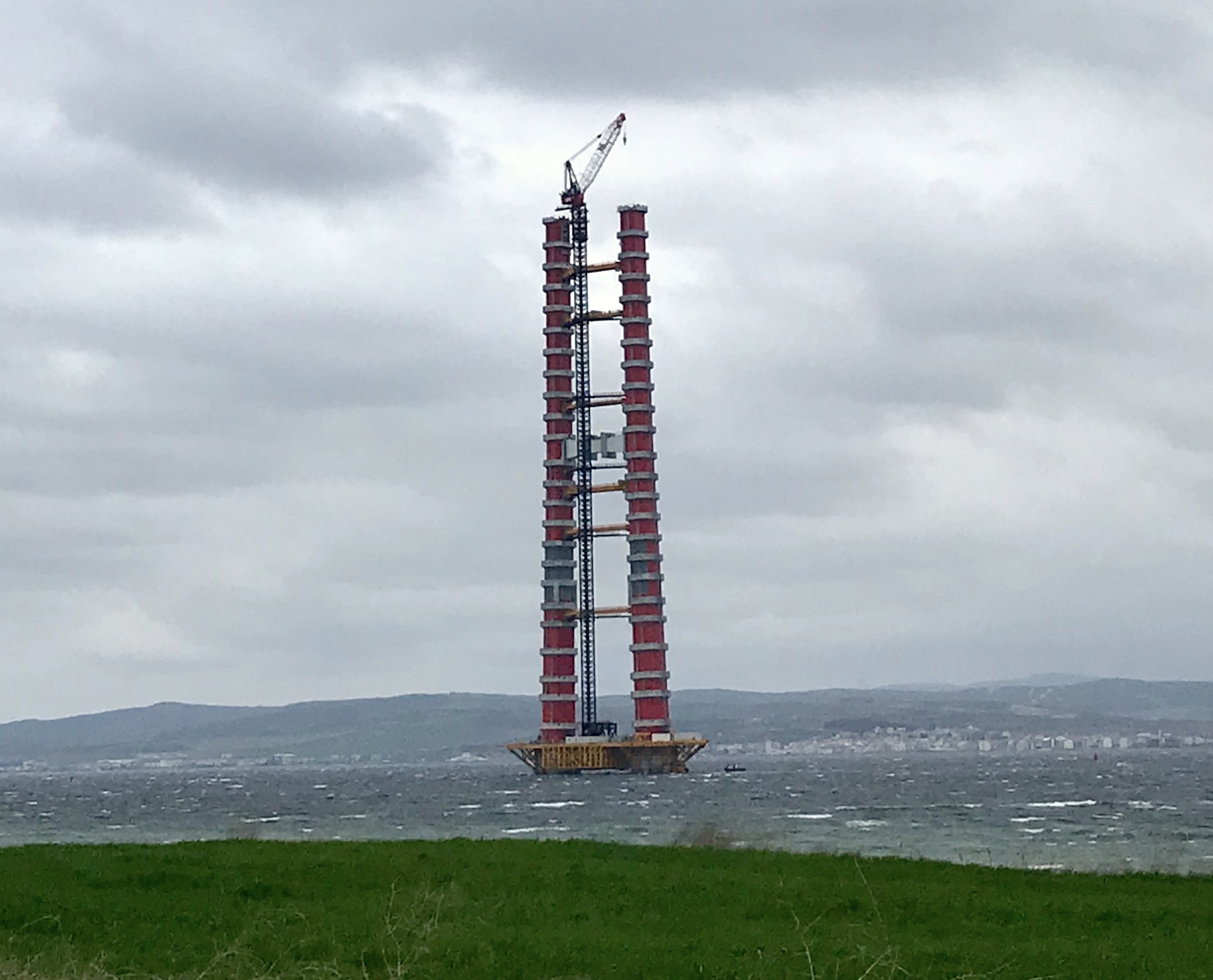
البرج الغربي ، مارس 2020
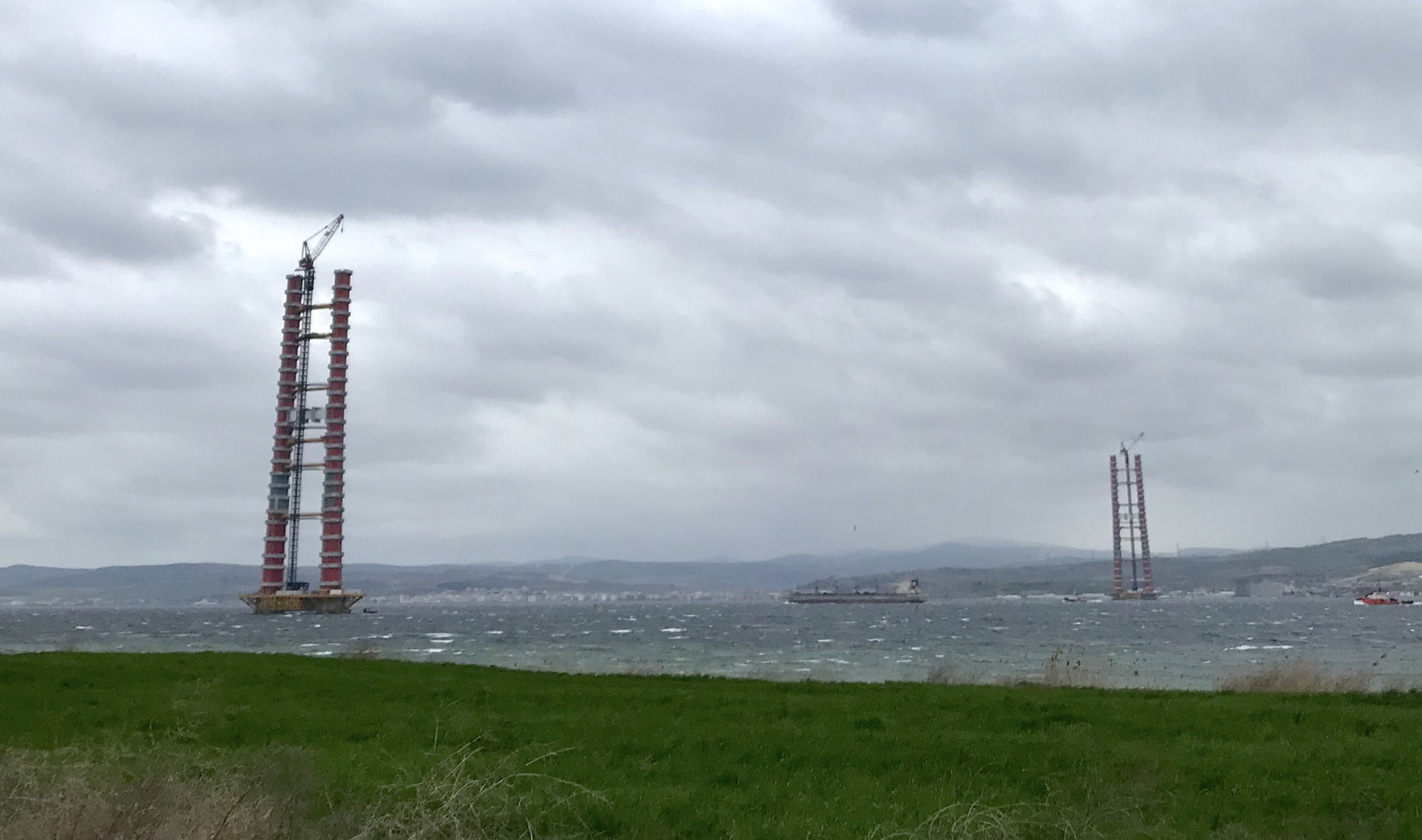
منظر من الجانب الأوروبي إلى الجانب الآسيوي ، مارس 2020
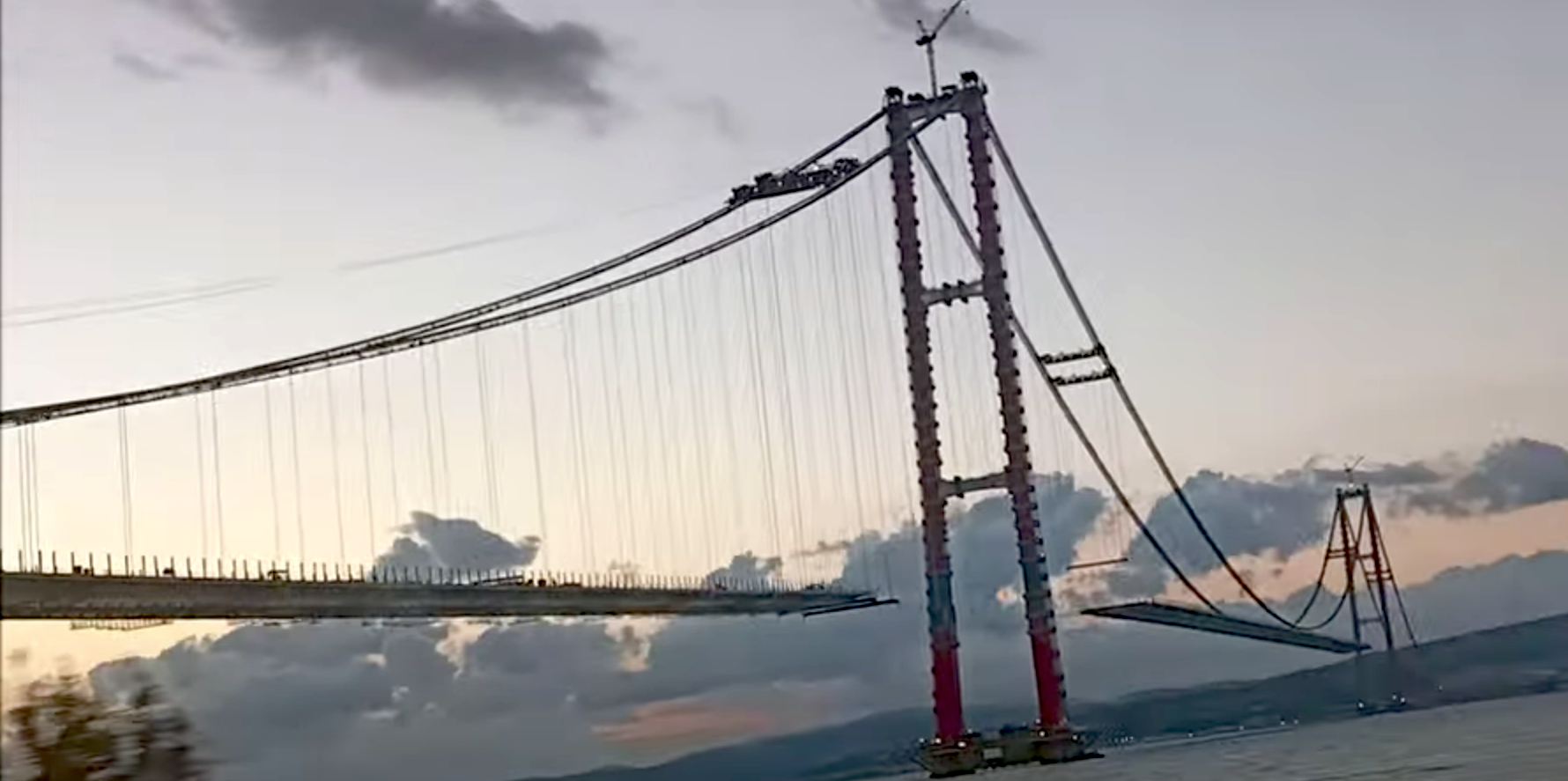
صورة للجسر في عام 2021

## وصلات خارجية
- الموقع الرسمي
- جسر جنق قلعة 1915 نسخة محفوظة 4 November 2020 على موقع واي باك مشين. في موقع شركة Daelim
- صورة جويّة لموقع جسر جنق قلعة، ويكيمابيا
- تقرير عن إنشاء الجسر، القناة التاسعة
- تقرير عن إنشاء الجسر، قناة أريرانغ (بالإنجليزية)